# جوائز الكباب البريطاني

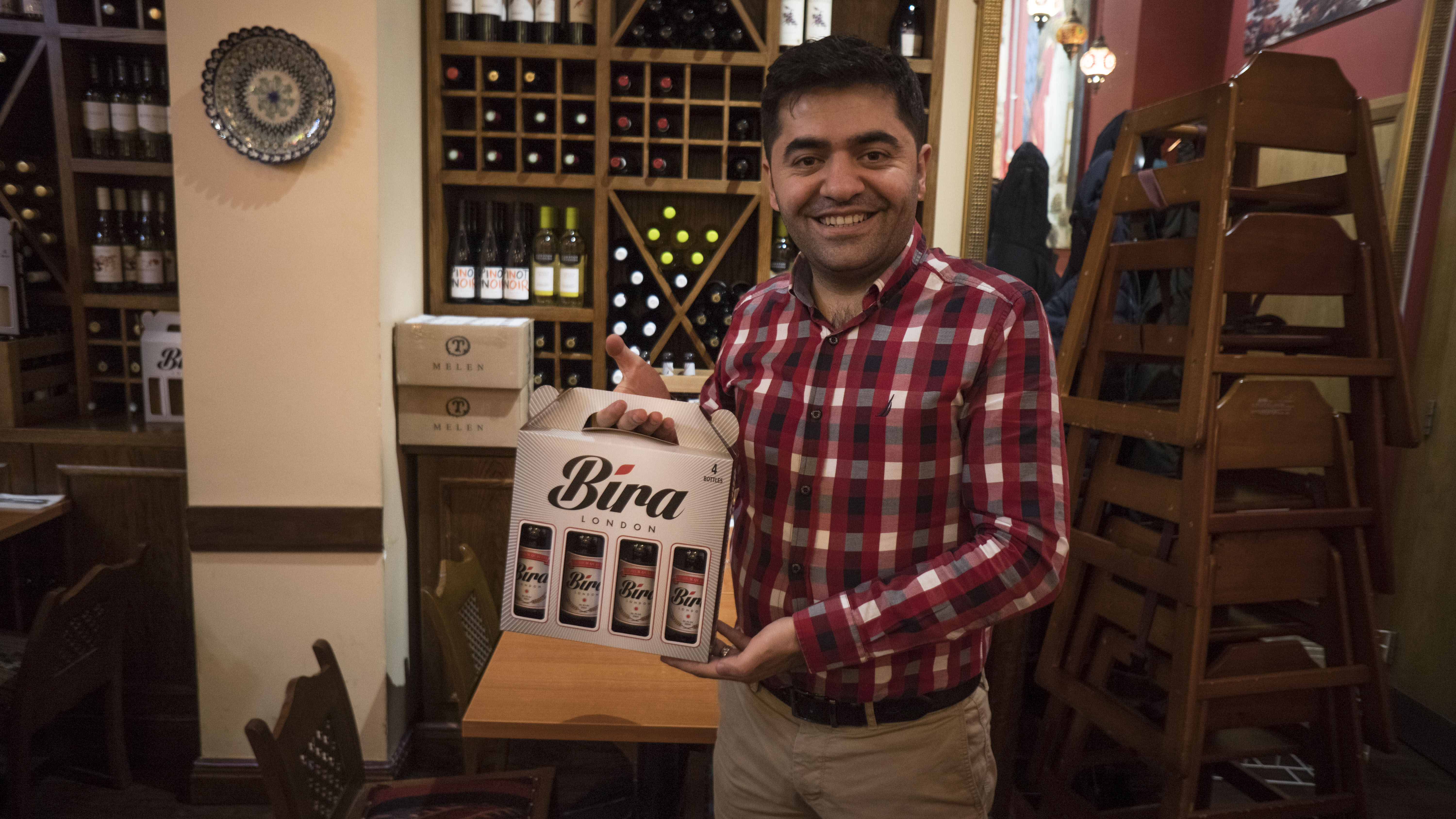
إبراهيم دوجوس في مطعم ترويا، واترلو

جوائز الكباب البريطانية (المعروفة شعبيًا باسم "الكبابيز") (بالإنجليزية:  British Kebab Awards )‏ هي فعالية سنوية تحتفي بمطاعم الكباب المحلية في جميع أنحاء المملكة المتحدة. تأسست هذه الجوائز في عام 2013 على يد إبراهيم دوغوس [الإنجليزية]، وهو رجل أعمال، ومالك مطاعم، ومؤسس مركز الدراسات التركية [الإنجليزية].

## نبذة
يُنظم مركز الأبحاث التابع لإبراهيم دوغوس جوائز الكباب البريطانية، والذي يهدف إلى "بناء جسور بين تركيا والمملكة المتحدة، وبين المجتمعات التركية والكردية والقبرصية".
منذ إنشائها، جذبت الجوائز سياسيين من أحزاب سياسية مختلفة للتواصل وتقديم الجوائز، بما في ذلك زعيم حزب العمال جيريمي كوربين وصادق خان النائب في عام 2016. يتم رعاية الجوائز من قبل مزود توصيل الوجبات السريعة عبر الإنترنت كل فقط، وقد جذبت اهتماما كبيرا في كل من وسائل الإعلام التقليدية والاجتماعية ، حيث أطلق عليها المعجبون اسم KeBAFTAs في تويتر.
المؤسس إبراهيم دوغوس هو نادل سابق، ومالك مطعم ترويا في واترلو، لندن، وابن لاجئين كرديين من تركيا وصلوا إلى المملكة المتحدة في عام 1994. أصبح دوغوس ناشطًا مجتمعيًا في أوائل الألفية، وتعرض لإطلاق نار أثناء محاولته مكافحة جريمة المخدرات في هاكني، حيث كان يعيش.

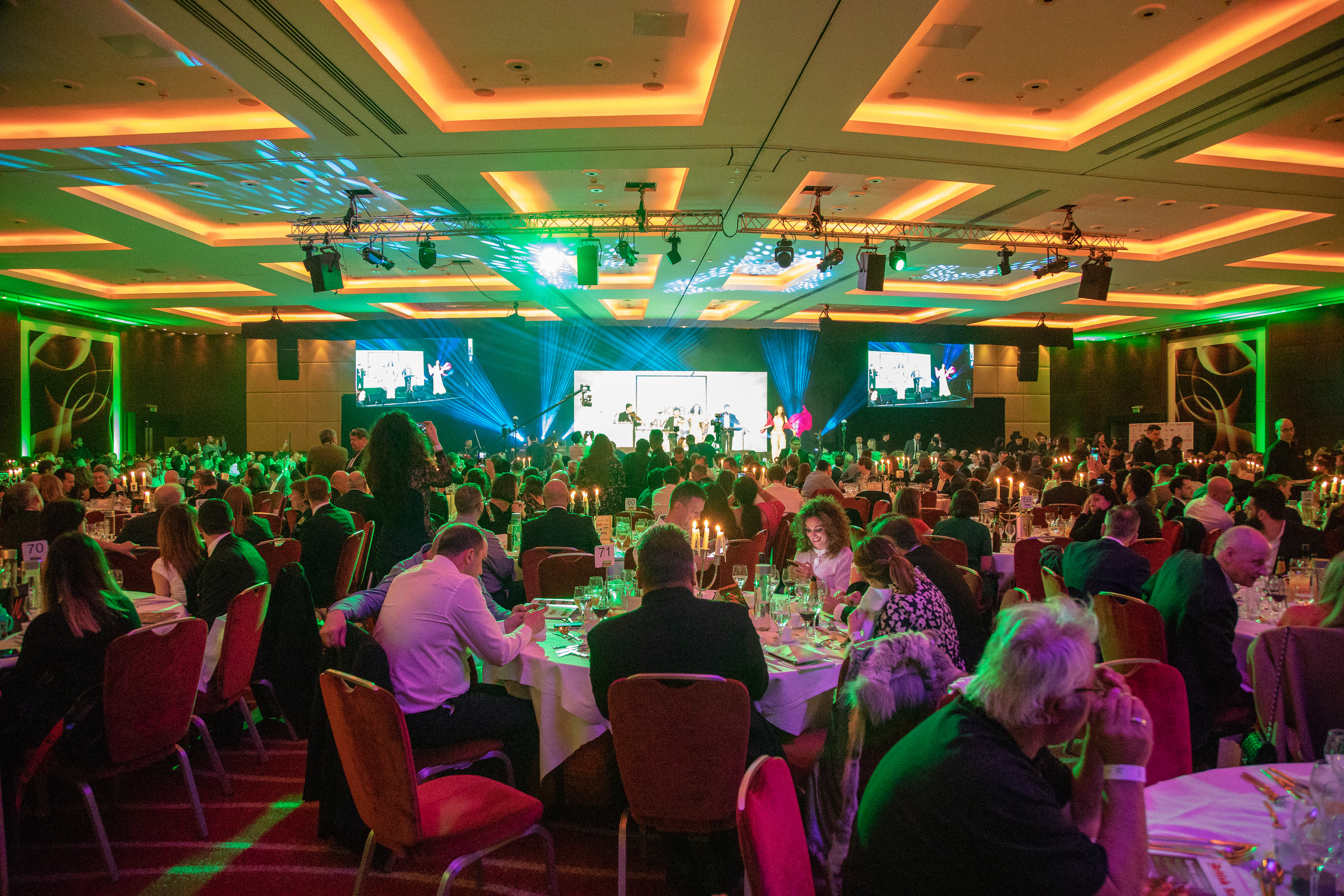
جوائز الكباب البريطانية 2019

في عام 2016، أعلن إبراهيم دوغوس عن مشروع تجاري لإنشاء أول بيرة مخصصة للشرب مع الكباب، تحت اسم Bira London. صرح دوغوس في البرنامج الخاص بجوائز الكباب البريطانية 2017 أنه يعتقد أن عدم اليقين الذي تسببت فيه البريكست سيؤدي إلى مشاكل اقتصادية للأعمال الصغيرة.
أُقيمت جوائز عام 2017 في فندق وستمنستر بارك بلازا في لندن خلال شهر فبراير من نفس العام. وفي تعليقاته خلالها، قدّم دوغوس تحية "للأماكن حول العالم التي نشعر جميعًا بالتعاطف معها والتي تعرضت للعنف".
أُقيمت جوائز الكباب البريطانية 2019 في 18 مارس في لندن، التي حضرها زعيم حزب العمال جيريمي كوربين، وألقى بها خطابًا قال فيه إنه يحب محلات الكباب، على الرغم من كونه نباتيًا، وكشف قائلًا: "أحب تناول لفافة الفلافل في محل الكباب". من بين الضيوف السياسيين الآخرين كان هناك شون بيلي، مرشح حزب المحافظين لانتخابات رئاسة البلدية، وأنجيلا راينر، وبوب سيلي، ومارك فرانسوا. وأشارت صحيفة The Mirror إلى أن حفل توزيع الجوائز أصبح "حدثًا شائعًا في تقويم وستمنستر".